# 南山城 (尾張国)
南山城（みなみやまじょう）は、愛知県瀬戸市にあった日本の城（山城）。

## 概要
承久の乱で名を馳せた山田重忠の息子である山田重継が築城した。山田重継は父と同様に京都の嵯峨野で戦死した。

## 現地情報

### 最寄り駅
- 愛知環状鉄道愛知環状鉄道線山口駅

### 所在地
- 愛知県瀬戸市宮地町80